# バージニア州の旗
バージニア州の旗（バージニアしゅうのはた）は、アメリカ合衆国バージニア州の州旗。1861年1月31日に制定された。

? 1860年の州旗